# Ишмухаметов, Айрат Исмагилович
Айра́т Исмаги́лович Ишмухаме́тов (баш. Айрат Исмәғил улы Ишмөхәмәтов; 4 августа 1932, Уфа — 29 февраля 2004, Москва) — советский, российский физиолог; доктор медицинских наук (1970), почётный академик АН РБ; Заслуженный деятель науки Российской Федерации (2004).

## Биография
Родился в Уфе 4 августа 1932 года.
В 1956 году окончил Башкирский медицинский институт. В 1956—1959 годах работал в Тирлянской участковой больнице (Башкирия). С 1963 года заведовал лабораторией в НИИ медицинской радиологии АМН СССР (Обнинск), с 1972 — руководил отделом (лабораторией) клинической физиологии, радиоизотопной диагностики и компьютерной томографии в НИИ скорой помощи им. Н. В. Склифосовского (Москва).
Умер в Москве 29 февраля 2004 года.
Отец д.м.н., член-корр. РАН Ишмухаметова Айдара Айратовича.

## Научная деятельность
В 1963 году защитил кандидатскую диссертацию, в 1970 г. — докторскую. Почетный академик АН РБ, состоял в отделении медицинских наук.
Основные направления исследований:
- патологические проявления стронгилоидоза,
- механизмы всасывания различных веществ в кишечнике,
- радионуклидная диагностика заболеваний органов пищеварения[3],
- общая и клиническая физиология,
- функциональная и лучевая диагностика,
- информационно-математическое обеспечение диагностики и оценки эффективности лечения острых заболеваний и травм[1].

Усовершенствовал компьютерные технологии, применяемые в экстренной хирургии, методы радиоизотопной диагностики, компьютерной томографии; разработал радиокапсулу для исследования желудочно-кишечного тракта.
Создал в НИИ скорой помощи им. Н. В. Склифосовского первую в стране многопрофильную лабораторию клинической физиологии с круглосуточной службой радиоизотопной диагностики и рентгеновской компьютерной томографии.
Являлся членом ряда учёных советов и комиссий по проблемам разработки и внедрения клинико-физиологических методов в медицинскую науку и здравоохранение. Участвовал в издании «Большой медицинской энциклопедии» (1974—1988, учёный секретарь редакционного отдела), «Краткой медицинской энциклопедии» (в 3 т., 1972—1974), «Энциклопедического словаря медицинских терминов» (в 3 т., 1982—1984).
Автор более 300 научных работ, в том числе 14 монографий, 1 изобретения.

## Избранные труды
Источник — Электронные каталоги РНБ Архивная копия от 3 марта 2016 на Wayback Machine
- Баимбетов Л. Г., Ишмухаметов А. И. Легочный кровоток и коррекция его нарушений при заболеваниях сердца и легких. — Уфа : Полиграфкомбинат, 2000. — 239 c.
- Баимбетов Л. Г., Ишмухаметов А. И. Лечение заболеваний органов пищеварения на курортах Башкирии. — Уфа : Башк. кн. изд-во, 1980. — 208 с.
- Ишмухаметов А. И. Изучение всасывания при заболеваниях органов пищеварения методами радиоиндикации : Автореф. дис. … д-ра мед. наук. — Обнинск, 1969. — 24 с.
- Ишмухаметов А. И. Клиника и лечение стронгилоидоза : Автореф. дис. … канд. мед. наук. — М., 1963. — 16 с.
- Ишмухаметов А. И. Клиническая физиология неотложных состояний. — М. : Ремедиум, 2004. — 110 с. — ISBN 5-901302-16-8
- Ишмухаметов А. И. Радиоизотопная диагностика заболеваний органов пищеварения. — М. : Медицина, 1979. — 280 с.
- Ишмухаметов А. И. Радиоизотопное исследование всасывания жиров, белков и витамина B12 при заболеваниях органов пищеварения. — М. : Медицина, 1970. — 192 с.
- Ишмухаметов А. И. Стронгилоидоз. — М. : Медицина, 1965. — 67 с. . — (Библиотека практического врача).

## Награды
- пять дипломов и две медали ВДНХ СССР (1965, 1967, 1973)
- Отличник здравоохранения СССР (1971)
- лауреат Государственной научной стипендии РАН
- Заслуженный деятель науки РФ (2004)[1][3]